# Scaphispatha
Scaphispatha är ett släkte av kallaväxter. Scaphispatha ingår i familjen kallaväxter.
Kladogram enligt Catalogue of Life:
| Scaphispatha | \| \| Scaphispatha gracilis \| \| \| \| \| \| Scaphispatha robusta \| \| \| \| |
|              | \| \| Scaphispatha gracilis \| \| \| \| \| \| Scaphispatha robusta \| \| \| \| |
|              | Scaphispatha gracilis                                                          |
|              |                                                                                |
|              | Scaphispatha robusta                                                           |
|              |                                                                                |